# Cerro Branco
Cerro Branco este un oraș în Rio Grande do Sul (RS), Brazilia.